# 李劲
李劲是微软亚洲研究院创始团队成员之一。现任微软研究院雷德蒙总部首席研究经理(Partner Research Manager)，负责云计算与存储领域的研究工作。

## 学术与职业生涯
李劲出生于上海。1984年在初中阶段参与邓小平视察上海的计算机演示活动，此次经历引发了邓小平"计算机普及要从娃娃抓起"的政策表述。

1987年以高中一年级身份经特别选拔进入清华大学，用时七年完成本科至博士学位课程，成为该校首位达成此学业进度者。该经历曾引发媒体关于人才培养模式的讨论。

1994年进入南加州大学从事博士后研究，1996年加入夏普美国实验室。1999年作为创始成员参与建立微软亚洲研究院

， 并因该机构初创阶段的贡献获颁微软金星奖。2001年起在微软研究院雷德蒙总部担任现职，其领导团队聚焦云计算基础设施及分布式存储系统的研究。
李劲在多媒体压缩编码标准(JPEG 2000、MPEG-4、HEVC)领域做出多项技术创新，主要包括可伸缩编码的率失真优化方案、基于视觉感知的渐进式编码方法、非规则形状物体的相位对齐小波编码技术、交互式虚拟媒体浏览协议、听觉掩模嵌入的音频编码算法、基于运动补偿提升小波的视频编码框架。
在分布式存储领域，其主导开发的局部校验块编码(LRC)技术成为微软云存储的核心技术之一，显著提升存储效率并降低运营成本。该成果获2012年USENIX ATC最佳论文奖、2013年微软存储技术成就奖，集成于Windows Server 2012和Microsoft Azure存储系统。
其他技术贡献包括基于BW-Tree架构，应用于Azure DocumentDB的"NVCB-Tree"索引技术、RemoteFX广域网传输协议、开源分布式计算框架Prajna （页面存档备份，存于）、 深度学习云平台DL Workspace （页面存档备份，存于）等。